# Dawlat Berdi
Daulate Berdi, conhecido também como Devlet Berdi, foi um cã da Horda Dourada que reinou entre 1419 e 1421 e novamente entre 1428 e 1432. Era filho de Jabar Berdi e um descendente de do cã Berque.
Seu primeiro reinado foi breve e terminou quando ele e seu rival Ulugue Maomé foram derrotados por Baraque. Depois que o próprio Baraque foi assassinado, em 1427, Daulate se estabeleceu na Crimeia. Ulugue tentou invadir em 1430, mas não conseguiu derrotar Berdi e recuou depois que o grão-duque da Lituânia Vytautas, seu principal aliado, morreu.
Graças a Hacı I Giray, Daulate nunca conseguiu consolidar definitivamente seu controle sobre a Crimeia e ele também foi assassinado em 1432. Seu filho, Äxmät, se mostrou incapaz de resistir às forças combinadas de Ulugue e dos tártaros da Crimeia e acabou derrotado no ano seguinte, o que resultou na criação do Canato da Crimeia sob a liderança de Hacı.
Uma filha de nome desconhecido pode ter sido a esposa de João IV de Trebizonda.